# Psalm 59
Der 59. Psalm ist ein Psalm Davids und wurde nach der Melodie „Verdirb nicht!“ vorgesungen (Ps 59,1 ). Diese Melodie wird auch in Psalm 57 (Ps 57,1 ), Psalm 58 (Ps 58,1 ) und Psalm 75 (Ps 75,1 ) verwendet.

## Gliederung
Der Psalm lässt sich in folgende Abschnitte gliedern:
- Vers 2–3: Bitte um Rettung (Ps 59,2–3 SLT)
- Vers 4–5: Klage gegen seine Feinde (Ps 59,4–5 SLT)
- Vers 6: Bitte um Gerechtigkeit (Ps 59,6 SLT)

– Sela –
- Vers 7–8: Klage gegen seine Feinde (Ps 59,7–8 SLT)
- Vers 9–11: David setzt seine Zuversicht auf Gott (Ps 59,9–11 SLT)
- Vers 12–14: Gebet um Gerechtigkeit (Ps 59,12–14 SLT)

– Sela – 
- Vers 15–16: David beschreibt seine Lage (Ps 59,15–16 SLT)
- Vers 17–18:  David lobt und dankt Gott für seine Rettung(Ps 59,17–18 SLT)

## Datierung
Viele Ausleger gehen davon aus, dass dieser Psalm in der Zeit von 1 Sam 19,11–17  entstanden ist.

## Auslegung
Die in Ps 59,7–14  erwähnte Situation wird in Ps 59,15–18  nochmals aufgegriffen. Während David in Ps 59,12  um eine Verwirrung seiner Feinde bittet: „lass sie umherirren durch deine Macht und stürze sie nieder“, spricht er in Ps 59,16  schon von der Erfüllung seiner Bitte.